# Abbazia di Hirsau
L'abbazia di Hirsau, anticamente nota come abbazia di Hirschau, era una volta una delle più importanti abbazie benedettine della Germania. Si trova nel distretto di Hirsau di Calw, sulle pendici settentrionali della catena montuosa della Foresta Nera, nell'attuale stato del Baden-Württemberg. Nell'XI e XII secolo, il monastero fu un centro delle riforme cluniacensi, attuate come "riforme Hirsau" nelle terre tedesche. Il complesso fu devastato durante la Guerra della Grande Alleanza nel 1692 e non ricostruito.

## Storia

### Sant'Aurelio
Una cappella cristiana a Hirsau dedicata a San Nazario era già stata eretta nel tardo VIII secolo. Il monastero stesso fu fondato intorno all'830 dal conte francone renano Erlafried di Calw su consiglio del suo parente, il vescovo Notingo di Vercelli, che gli diede le reliquie di Sant'Aurelio di Riditio, un vescovo armeno morto circa nel 475, portato da Milano tra gli altri tesori; furono collocati per la prima volta nell'oratorio della cappella di San Nazario, mentre il monastero di Hirsau era in costruzione nelle tenute del conte. Fu colonizzata da una colonia di quindici monaci che discendevano dall'Abbazia di Fulda, discepoli di Rabano Mauro e Valafrido Strabone, sotto l'abate Liudebert o Lutpert. Il conte Erlafried dotò la nuova fondazione di terre estese e altri doni e fece una solenne donazione del tutto nelle mani di Lutpert, a condizione che fosse osservata la Regola benedettina. Una prima chiesa a navata unica, dedicata a sant'Aurelio, non fu completata fino all'838, quando fu consacrata dall'arcivescovo Odgar di Magonza, che nello stesso tempo spostò le reliquie dal loro luogo di riposo temporaneo nella nuova chiesa.

## Sepolture nell'abbazia di Hirsau
- Berthold I di Zähringen

## Galleria d'immagini

Chiesa di Sant'Aurelio
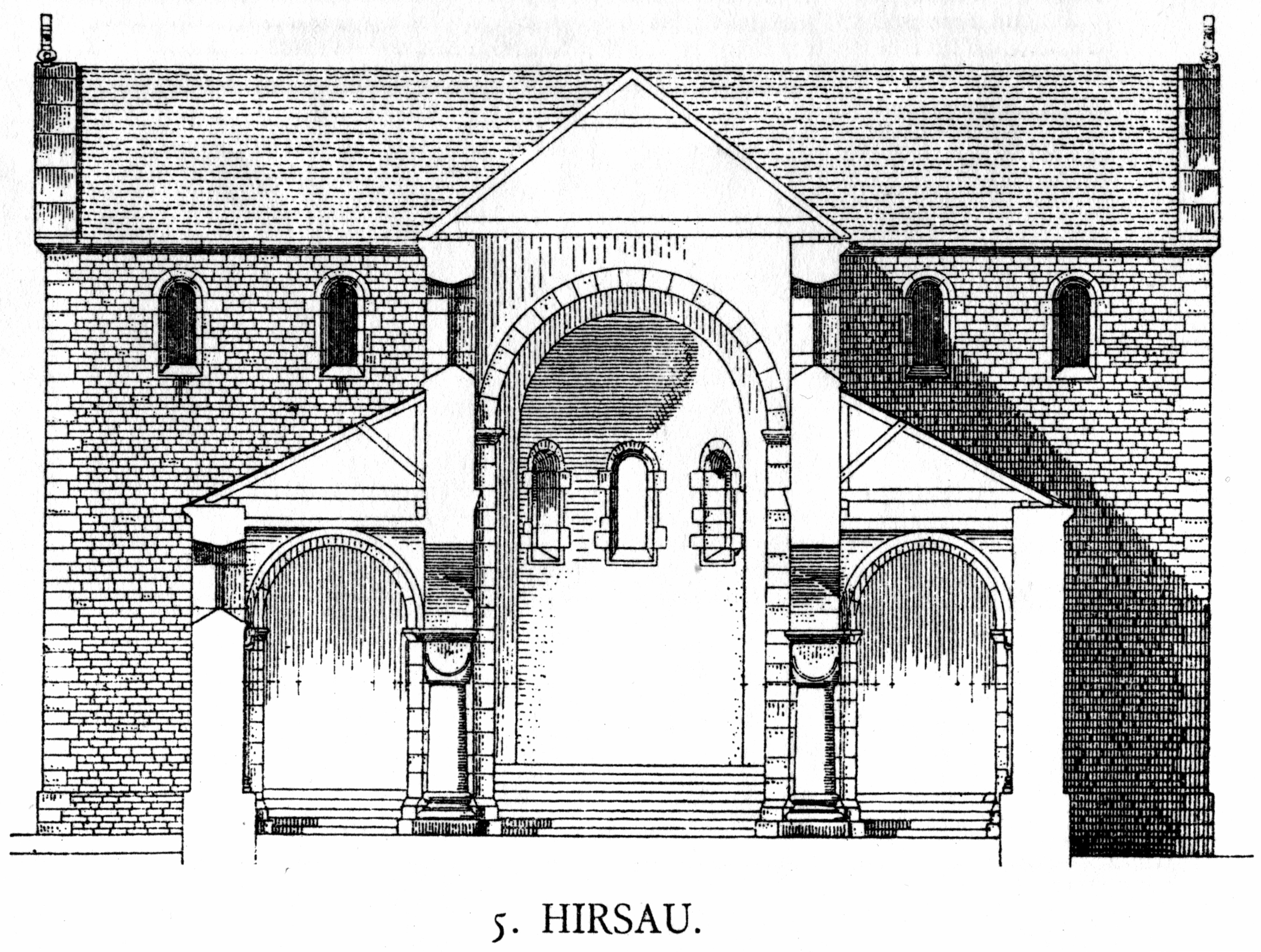
Dehio: sezione
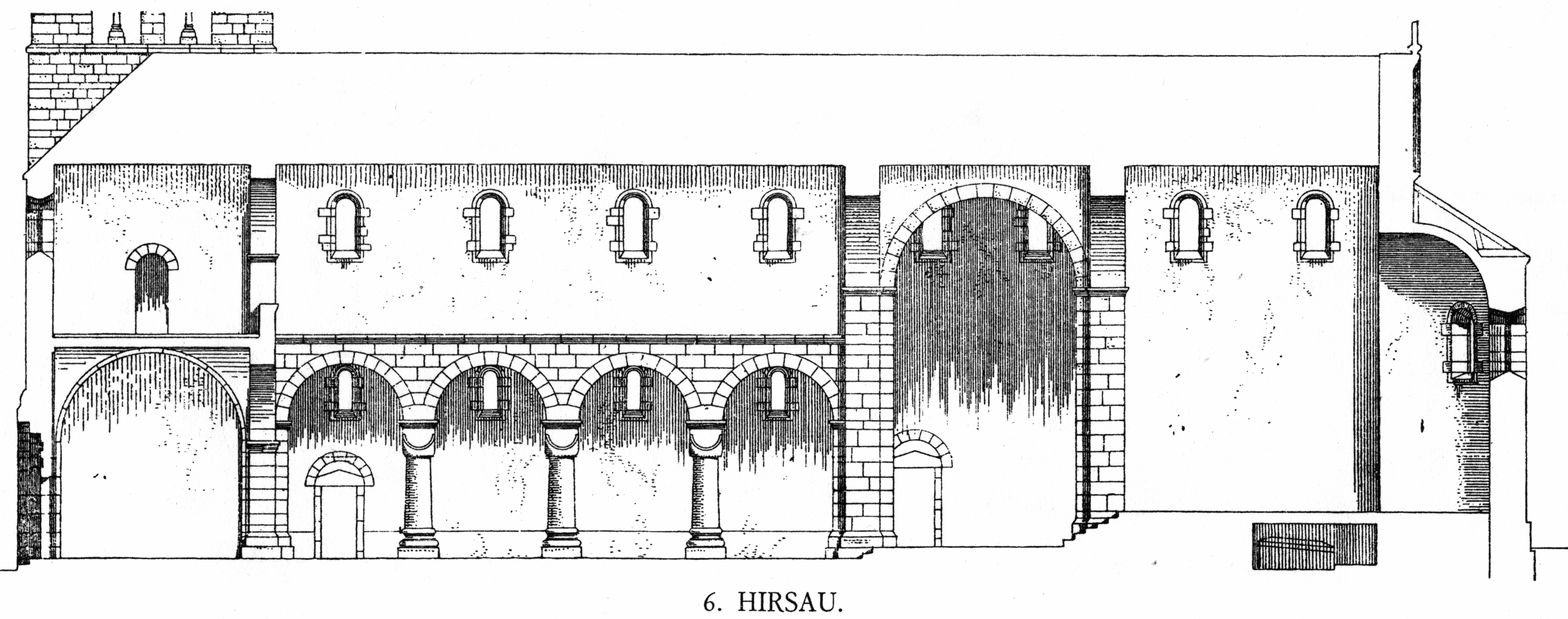
Dehio: sezione
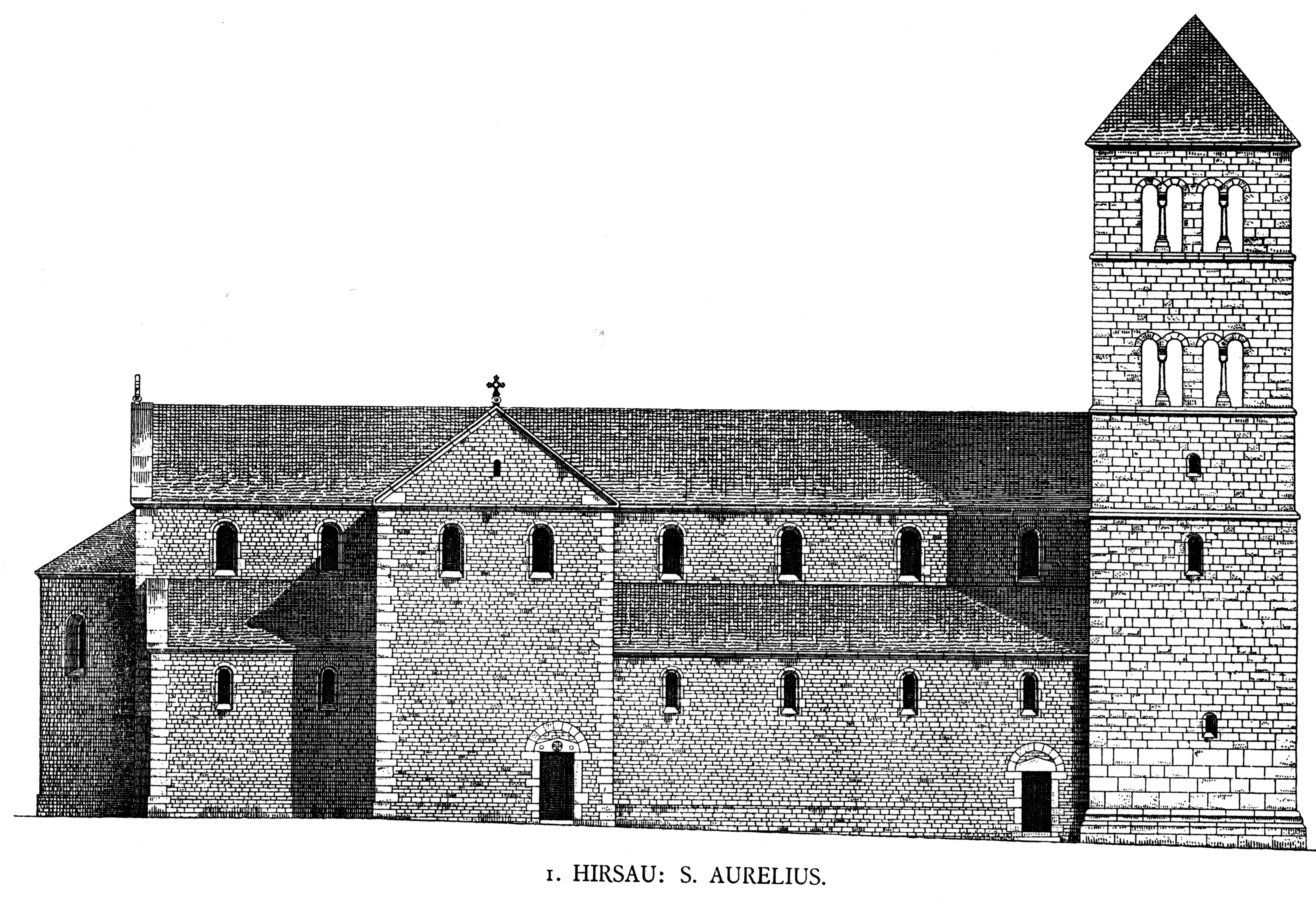
Dehio: elevazione

## Fonti
- (DE) Herrbach-Schmidt, B., Westermann, C.: Klostermuseum Hirsau: Führer durch des Zweigmuseum des Badischen Landesmuseums. Badisches Landesmuseum, Karlsruhe (1998), ISBN 3-923132-69-7
- (DE) Teschauer, O.: Kloster Hirsau, Ein Kurzführer, Calwer Druckzentrum, (1991), ISBN 3-926802-10-3
- (DE) Süssmann, 1903. Forschungen zur Geschichte des Klosters Hirschau. Halle.